# Сабаровка
Сабаровка (укр. Сабарівка) — село на Украине, находится в Винницком районе Винницкой области.
Код КОАТУУ — 0523184701. Население по переписи 2001 года составляет 591 человек. Почтовый индекс — 22651. Телефонный код — 4330. Занимает площадь 2 км².

## Местная власть
22600, Винницкая область, Винницкий р-н, пгт Оратов, ул. Парковая, 14